# Škoda 100 (typ 942)

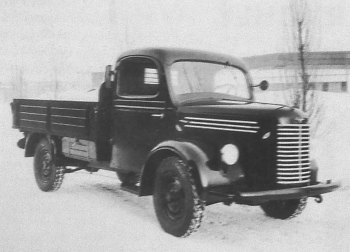
Škoda 100

Škoda 100 (typ 942) – samochód ciężarowy produkowany w zakładach Škoda w Mladá Boleslav w latach 1939 - 1941.
Pojazd napędzany był przez czterocylindrowy rzędowy silnik OHV o pojemności 988 cm³ i mocy 30,9 kW (42 KM) przy 4650 obr./min.
Wyprodukowano 81 egzemplarzy tego pojazdu.